# Cephalocera simulata
Cephalocera simulata är en tvåvingeart som beskrevs av Hesse 1969. Cephalocera simulata ingår i släktet Cephalocera och familjen Mydidae. Inga underarter finns listade i Catalogue of Life.